# Serie de Pfund
En Física, la serie de Pfund es una serie de absorción o de emisión lineal del hidrógeno atómico.
Las líneas fueron experimentalmente descubiertas en 1924 por August Herman Pfund, y corresponden al electrón que salta el quinto y más altos niveles de energía del átomo de hidrógeno. (se dice que a partir del n=6 comienzan las líneas, entonces el n=6 es la primera línea, el n=7 es la segunda línea, y así consecutivamente. Esto se aplica a las otras series, teniendo en cuenta el n para cada serie)
Las longitudes de ondas para transiciones consecutivas son:
| {\displaystyle n}     | 6    | 7    | 8    | 9    | 10   | {\displaystyle \infty } |
| Longitud de onda (nm) | 7476 | 4664 | 3749 | 3304 | 3046 | 2279                    |